# Mettenbuch (Ostrach)
Mettenbuch ist ein Teilort Burgweilers, eine von acht Ortschaften der baden-württembergischen Gemeinde Ostrach im Landkreis Sigmaringen.

## Geographie

### Geographische Lage
Der Teilort Mettenbuch liegt 6,4 Kilometer südwestlich der Ortsmitte Ostrachs, südlich der Bahnstrecke Altshausen–Schwackenreute, zwischen Hahnennest im Osten, dem Waldgebiet Falken im Westen und Ochsenbach im Süden.

## Geschichte
Auf der Gemarkungsfläche fanden sich römische und alamannische Siedlungsreste.
1255 wurde der Ort Metinbuch erstmals genannt. 1637 ging Mettenbuch mit Burgweiler an die Grafschaft Heiligenberg.
Im Zuge der Gebietsreform in Baden-Württemberg wurde die Gemeinde Burgweiler mit dem Ort Mettenbuch am 1. Januar 1975 nach Ostrach eingemeindet.